# Overachiever

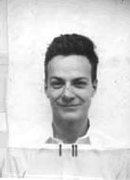
Überleister Richard Feynman

Der Overachiever (von englisch to achieve, deutsch „etwas zustande bringen, ein Ziel erreichen“, gelegentlich auch eingedeutscht „Überleister“) ist ein Anglizismus für Personen, die Leistungen oberhalb ihrer – falsch eingestuften – körperlichen und/oder geistigen Leistungsfähigkeit erbringen und die mehr Erfolg haben als es nach Leistungstests erwartet werden kann. Der Begriff „Overachiever“ wird im Regelfall im schulischen Umfeld verwendet.

## Allgemeines
Ein Overachiever ist damit das Gegenteil eines Minderleisters (Underachiever). Maßstab der erbrachten Leistung ist die durch Leistungstests wie dem SAT oder einem Intelligenztest ermittelte körperliche oder geistige Leistungsfähigkeit, die ein Maximum darstellt und deshalb nicht überschritten werden kann. Bei einem Overperformer ist daher das Testergebnis falsch, so dass seine Leistungen höher oder besser sind als vom Test erwartet werden konnte. Overperformer sind im Regelfall jedoch diejenigen Personen, deren Leistung (Arbeitsleistung, Schulleistung, Sportleistung) über der vorher festgelegten Normalleistung liegt.
Begabte Kinder und Schüler fallen in ihrem Umfeld (Elternhaus, Schule) durch Leistungen auf, die deutlich über das Geforderte hinausgehen (Overperformer), manchmal auch durch niedrige Leistungen wegen Unterforderung oder Langeweile (Underperformer).

## Berühmte Overachiever
Die Terman-Studie war eine der größten Langzeitstudien in der Geschichte der Psychologie, die sich der Erforschung der Hochbegabung widmete. Terman wandte sich an kalifornische Lehrer mit der Bitte, ihm jeweils das begabteste und das zweitbegabteste Kind einer Klasse zu nennen. Ihm wurden zwei Jungen namens Luis Walter Alvarez und William Bradford Shockley vorgeschlagen. Beide durften an der Studie nicht teilnehmen, weil sie nicht als hochbegabt eingestuft wurden. Shockley wurde 1956, Alvarez 1968 mit dem Nobelpreis für Physik ausgezeichnet.
Als Overachiever gilt auch der Physik-Nobelpreisträger Richard Feynman. Auf der High School erreichte er bei einem IQ-Test 125 Punkte, ein gutes, aber kein außergewöhnliches Ergebnis, wie Feynman selbst feststellte, als er anlässlich der Nobelpreisverleihung seine Schulzeugnisse überprüft hatte. Allerdings wurden damals neben mathematischen auch verbale Fähigkeiten getestet. Eine Einladung, Mitglied der Hochbegabtenvereinigung Mensa zu werden, die er nach dem Gewinn des Nobelpreises erhalten hatte, lehnte er ab, da er den Mindest-IQ von 130 verfehlt hatte.

## Erfolg als Stigma
Overachiever werden in manchen Kulturen bisweilen viktimisiert. Dazu kommt es insbesondere durch Leistungsneid von Mitschülern, die die besseren Leistungen nicht auf Talent, sondern überzogene Strebsamkeit zurückführen. Oft werden Überleister fälschlicherweise als hochbegabt eingeschätzt. Tatsächlich erreichen sie ihre Erfolge allerdings nicht durch einen besonders hohen Intelligenzquotienten, sondern z. B. durch besondere Kreativität, praktische Intelligenz oder emotionale Intelligenz oder durch besonderen Fleiß. Mögliche Folge der Viktimisierung kann die Isolation des Überleisters innerhalb seines sozialen Umfeldes sein, da bessere Schulleistung in ein Konkurrenzverhältnis zu sozialer Kompetenz gerückt wird und somit als prestigeunträchtig aufgefasst wird.

## Weitere Begriffsverwendung
Analog zu Personen, die Leistungen oberhalb des Durchschnitts erreichen, werden in der Wirtschaft auch Staaten (Hochlohnländer, Exportweltmeister), Wirtschaftszweige (Spitzentechnologien), Unternehmen (Marktführer) oder Aktien in Bezug auf ihre ökonomische Entwicklung als Overachiever bezeichnet (siehe hierzu Performance (Risikomanagement)). Hierfür gibt es spezifisch die Begriffe Overperformer oder Underperformer.